# فریدریش ویلهلم یکم
فریدریش ویلهلم یکم پروس (آلمانی: Friedrich Wilhelm I؛ زاده ۱۴ اوت ۱۶۸۸ درگذشته ۳۱ مه ۱۷۴۰) پادشاه پروس از سال ۱۷۱۳ میلادی تا هنگام مرگش در سال ۱۷۴۰ میلادی، بود.